# Luis Tomasello
Pour les articles homonymes, voir Tomasello.
Luis Tomasello, né le 29 novembre 1915 à La Plata, en Argentine, et mort le 17 janvier 2014 à Paris, est un sculpteur argentin.

## Biographie
Luis  Tomasello entre à l'École nationale des beaux-arts Prilidiano Peyredon en 1932.
De 1940 à 1944, il poursuit ses études à l'École supérieure de peinture Ernesto de la Carcova à Buenos Aires et travaille la figuration jusqu'en 1950.
En 1945, il effectue son premier séjour en Europe et aborde l'abstraction géométrique.
En 1951, Tomasello fait son premier voyage en Europe et arrive en Sicile pour connaître la terre de son père. Il découvre l'œuvre de Mondrian. Il réside finalement six mois à Paris. Il découvre les vitraux médiévaux de la cathédrale de Chartres et a pour la première fois l'intuition de la couleur-lumière, qui sera déterminante dans son œuvre.
Après son installation définitive à Paris en 1957, Luis Tomasello réalise ses premières expériences cinétiques dans le plan en travaillant avec Marino di Teana. L'année suivante apparaissent les premiers reliefs où, en pionnier, l'artiste intègre les effets de la réflexion de la couleur.
Il adhère en 1958 au groupe de la Galerie Denise René et, depuis, ne cesse de développer une œuvre totalement tournée vers les problèmes de la lumière.
Dans les années 1970, Luis Tomasallo, ami intime de Julio Cortázar achète comme lui une maison à Saignon, mitoyenne de celle de Rosario Moreno, peintre et sculptrice argentine avec laquelle il entretient un dialogue suivi sur l’évolution des arts.
De nombreuses expositions personnelles lui ont été consacrées dans le monde entier. Parmi lesquelles figurent, en 1976, une importante rétrospective au musée d'art moderne de la ville de Paris et, plus récemment, en 1985, une autre au musée national centre d'art reine Sofía à Madrid.
Poursuivant les recherches plastiques nées au début de ce siècle et couramment dénommées « art abstrait géométrique » ou « constructivisme », Tomasello fait partie de ce groupe de créateurs dits cinétiques qui, dans les années cinquante, voulurent intégrer le mouvement dans leurs œuvres.
Ils mirent en œuvre, soit le mouvement virtuel par démultiplication de perspectives et autres illusions d'optique (Op Art), soit le mouvement réel produit par des forces mécaniques, électriques ou naturelles telles que le vent. Tomasello  explore les effets obtenus par la réflexion de la lumière en des compositions vibratiles à trois dimensions, très pures, réduites à l'essentiel.